# 加尔达尔
加尔达尔（西班牙語：Gáldar），是西班牙加那利群岛拉斯帕尔马斯省的一个市镇，位于大加那利岛的西北部。总面积62平方公里，总人口24209人（2018年），人口密度390人/平方公里。